# Šťastná příhoda
Šťastná příhoda (v italském originále Il felice succeso nebo ve druhé verzi Il fortunato succeso) je opera buffa o dvou jednáních českého skladatele Františka Josefa (Benedikta) Dusíka na libreto Luigiho Romanelliho. Její premiéru uvedlo v karnevalové sezóně roku 1810 divadlo Teatro dei Quattro Cavalieri Compadroni v Pavii.

## Vznik a historie
Šťastná příhoda pochází z vrcholného období Dusíkovy operní tvorby, druhé poloviny prvního desetiletí 19. století.
V první verzi pod názvem Il felice successo jde o dvouaktovou komickou operu (dramma giocoso per musica). Její zápletka spočívá v obvyklé záměně pána se sluhou za účelem zkoušky nastávající nevěsty; vtip však spočívá v tom, že stejnou léčku nastraží ženichovi nevěsta, což vede k různým nedorozuměním. Jako první tento námět zpracoval libretista Giuseppe Maria Foppa pro portugalského skladatele Marcose Antónia Portugala. Jeho opera L'equivoco in equivoco (Omyl v omylu) se poprvé hrála během jarní sezóny v divadle Teatro Filarmonico ve Veroně a poté v řadě dalších míst. Plodný libretista Luigi Romanelli (1751–1839) – pracující mj. pro Rossiniho, Mercadanteho, Mayra nebo Paciniho – tento námět přepracoval pod názvem La fortunata combinazione (Šťastná kombinace) a jeho libreto zhudebnil Giuseppe Mosca; jeho verze měla premiéru 17. srpna 1802 v milánské La Scale. V zásadě stejné libreto s pozměněným názvem používá Dusíkova verze. Árie S'è ver che il cor t'accende (Fiorina) byla převzata z Dusíkovy předchozí opery Vzájemná zkouška.
Dizionario universale dei musicisti (Carlo Schmidl, 1937) na základě starších zpráv uvádí, že tuto operu napsal František Josef ve spolupráci se svým mnohem slavnějším bratrem Janem Ladislavem Dusíkem. Dochovaná libreta ani partitura však toto spoluautorství neuvádějí (i když by to bylo bývalo přínosné pro propagaci opery) a Jan Ladislav Dusík – tehdy již značně nemocný – v Itálii v dané době nepobýval; může jít spíše o reflexi toho, že v dobovém tisku byl F. J. Dusík se svým bratrem často zaměňován. 
Dusíkova Šťastná příhoda měla premiéru o karnevalové sezóně roku 1810 (tj. koncem roku 1809 nebo počátkem roku 1810) v Pavii, uvedla ji společnost impresária Giuseppa Ferrariho. Tamější divadlo neslo podle svých mecenášů název Teatro de' quattro signori (cavalieri) compadroni („Divadlo čtyř pánů spoluvlastníků“; název se vyskytuje v různých variantách). Jedním z nich byl Giuseppe Vistarini, k jehož svatbě s Rosou Della Bianca byla opera věnována.
Pod pozměněným názvem Il fortunato successo a v redukci do jednoho aktu se žánrovým označením „farsa giocosa“ Dusík tuto operu uvedl rovněž v podzimní sezóně roku 1812 v divadle Teatro San Moisè v Benátkách. Zpívala v ní mimo jiné známá interpretka Rossiniho a Donizettiho, Giacinta Guidi Canonici, v jejímž souboru árií se zachovala některá jinak neznámá Dusíkova díla, choreografii řídil Guiseppe Cajani.
O dobovém ohlasu opery nejsou zprávy, její hudba se však dochovala v archivu vydavatelství Ricordi.

## Osoby a první obsazení
| osoba                                        | hlasový obor | premiéra (karneval 1810) |
| -------------------------------------------- | ------------ | ------------------------ |
| Bambinone, baron de Tic-toc                  | bas buffo    | Filippo Spada            |
| Sofia, jeho dcera                            | soprán       | Teresa Spada             |
| Ortensio, hrabě de Flic-floc, její snoubenec | tenor        | Tommaso Berti            |
| Fiorina, Sofiina komorná                     | soprán       | Chara Leon               |
| Tintinino, komorník hraběte de Flic-floc     | …            | Girolamo Donati          |
| Occhiobello, baronův tajemník                | …            | Maria Rossetti           |
| Fabio, básník v baronově domě                | …            | Gaetano Marconi          |
| Giannetta, zahradnice v baronových službách  | …            | Giuditta Gazzi           |

## Děj opery
Odehrává se ve venkovském domě barona de Tic-toc poblíž Milána [2. verze: odehrává se ve Cremoně).

### 1. dějství
(1. obraz – Místnost v Bambinonově domě) Bambinone, baron de Tic-toc, přikazuje přichystat velkou svatební hostinu. Dnes má totiž poštovním dostavníkem přijet – a ihned si vzít jeho dceru Sofii – vyhlédnutý ženich, hrabě Ortensio de Flic-Floc. Ortensia ještě nikdo z nich neviděl, a tak se snaží baronův domácí básník Fabio, tajemník Occhiobello a přirozeně sama Sofia snaží Bambinonovi jeho záměr vymluvit, ale Bambinone se tím ještě více zatvrdí (introdukce Sì, di dodici portate). Připomíná dceři povinnost poslušnosti a oběma zaměstnancům hrozí vyhazovem.
Hrabě Ortensio má rovněž obavy z toho, aby uzavíral sňatek se zaječicí v pytli, a proto ho napadlo, že si nejprve vymění role se svým komorníkem Tintininem a bude pozorovat, zda se mu nevěsta pozdává (duet Non farmi il scimunito). Tintinino má o tomto nápadu pochyby, ale souhlasí a už se cvičí – rozkazovat Ortensiovi a chovat se k němu pansky mu jde náramně lehce.
Sofiina komorná Fiorina je pěkné děvče a dvoří se jí řada mužů, včetně pana barona. Ale ona čeká na toho pravého (árie Mi sento affè bisogno; ve 2. verzi Bel piacere aver d'intorno). Bambinone tuší, že jeho dcera má nějaký plán, jak se ze svatby vyvléci, a proto nařizuje Fiorině, aby Sofii na každou žádost odpověděla „ne“. Sofia skutečně chce po Fiorině jistou zvláštní službu, totiž aby se za ni nejprve vydávala, alespoň než zjistí, co je její ženich zač. A Fiorina, k Bambinonově vzteku, odpovídá vždy „ne, to Vám nemohu odmítnout…“
(2. obraz – Sál v Bambinonově domě) Přichází Tintinino v přestrojení za svého pána a Ortensio v úboru lokaje. Falešný nápadník zdraví svého budoucího tchána a ptá se po své nevěstě. Ortensio se mu snaží napovídat, co má dělat, ale na Bimbinona, Fabia i Occhiobella přesto ženich zapůsobí bizarním dojmem (kvartet Al fiore dei baroni). Berou ho na provětrání mozku do zahrady a Ortensio má trochu obavy, ale jeho lest je nutná k tomu, aby nevěstu poznal – a případně ze sňatku elegantně vycouvat (árie S'io portassi adesso in fronte).
Vstupuje Fiorina ustrojená jako baronova dcera v doprovodu sluhů. Bambinone je zmaten, ale také okouzlen (duet Fioriny a Bambinona Largo alla baronessa). Následně Bambinone vyznává Fiorině lásku a žádá ji o ruku a Fiorina předstírá, že mu vyhoví (duet Voglio dir, divento rosso). [Celý výstup je ve 2. verzi vypuštěn.]
(3. obraz – Zahrada) Occhiobello a Fabio ukazují Tintininovi zahradu, baronovu chloubu, ale Tintinino má ze všech květů nejraději cibuli (árie Sono belli i fiori, e i frutti). Occhiobello a Fabio si zoufají nad nápadníkovým buranstvím a zahradnice Giannina jim prozradí záměnu Fioriny se Sofií.
(4. obraz – Sál v Bambinonově domě) Ortensio, Occhiobello a Fabio se vracejí s Tintininem, který se dožaduje nevěsty. Baron ho uklidňuje, že už je na cestě, a po chvíli vstoupí Fiorina ustrojená jako baronova dcera se Sofií jako komornou. Mezi Fiorinou a Tintininem vzplane láska na první pohled. Sofia a Ortensio jsou zklamaní, když vidí své (domnělé) nastávající, zato sobě navzájem si jsou hned sympatičtí. A baron Bimbinone soptí nad dceřinou lstí, ale na naléhání básníka a tajemníka mlčí, aby neztropil skandál (finále Dei dal Polo! – Stelle erranti! … Oimè, che brutta festa).

### 2. dějství
(1. obraz – Síň v Bambinonově domě) Zahradnice Gianetta je zvědavá, jak intrika dopadne, a míní, že by hrát paní zvládla lépe než Fiorina (árie Benchè rosa, e semplicetta [ve 2. verzi vypuštěna]). Fabio a Occhiobello byli baronem propuštěni a lkají, ale Tintinino jim hned nabízí místo (árie Occhiobella Per voi solo, o signor mio [ve 2. verzi vypuštěna]). Ortensio se vzteká na Tintinina, a když je překvapí baron a Fiorina, tvrdí oba, že zkoušejí novou operetu, kde jsou jejich role převrácené. Baronovi a Fiorině se to líbí a zapojují se do hry, v níž Fiorina hraje kartaginskou královnu Dido a Tintinino Aenea (kvartet Facevasi la prova … Io son Dido, Enea tu sei). [Celý začátek je ve 2. verzi vypuštěn.]
Básník Fabio se ptá Sofie, zda ji neláká sňatek s hrabětem, ale Sofie po něm netouží. Chce muže, kterého by milovala, a jiného si nevezme (árie In amor son delicata). Pak se dává do hovoru s Ortensiem a ten jí brzy nabízí manželství. Aby ji přesvědčil, prozrazuje jí své pravé jméno a záměnu s lokajem (árie Se costar mi dee sì caro [ve 2. verzi vypuštěna]). Sofia je ráda: nejen že se o ni zajímá muž, který se jí líbí, ale byl by pro ni dokonce ochoten překonat stavovské bariéry.
Též Fiorina a Tintinino jsou bezhlavě zamilovaní, ale bojí se, že jejich štěstí rychle pomine, protože se zakládá na omylu – dokud si navzájem nesdělí své přestrojení a nezjistí, že sňatku mezi komornou a komorníkem nic nebrání (duet Quando sposa a me sarai). Dávají si schůzku v noci na zahradě. – Bambinone si stýská na zrádnou služebnou, které nestačí baron a má zálusk na hraběte (árie Guai se la cameriera). [Ve 2. verzi baron místo toho vyslechl konec Fiorinina a Tintininova rozhovodu, dozvěděl se o jejich plánovaném útěku – který mu v 1. verzi na konci obrazu prozradí zahradnice Giannina – a zlobí se, protože už přichystal a zaplatil nevídanou svatební hostinu, na níž budou všechny myslitelné laskominy, od skřivánků po velrybu (árie Darò al pranzo sei portate).]
Occhiobello a Fabio se od zahradnice dozvěděli, že jejich zaměstnavatel je podvodník, a chtějí se mu pomstít tím, že Fiorině namluví, že je to nový don Giovanni, svůdce mladých dívek. Tintinino se ji snaží přesvědčit o své lásce a Fiorina to připouští, ale důrazně ho varuje před nevěrou (árie Fioriny S'è ver che il cor t'accende). [Ve 2. verzi si místo Fiorina a Tintinino potvrzují schůzku a Fiorina se zalyká štěstím (árie Ah mio bene in tale istante).]
(2. obraz – Odlehlý kout zahrady) Bambinone přivádí sluhy a chce překvapit proradnou komornou, jež mu chce navíc upytlačit vyhlédnutého zetě. Ve tmě však odchytí Tintinina, který se vydává za dívku. Když se sejdou sluhové s pochodněmi, zjistí omyl a smějí se Bambinonovi. I ostatní se seběhnou a nejprve udržují rozčileného Bambinona v jeho omylu, pak mu ale Sofia vysvětli, jak se věci mají. Bambinone se sice zlobí, že ho všichni klamali, ale díky šťastné shodě okolností vše dopadlo tak, jak mělo (finále È in giardino la disgraziata … Che fate quì a quest'ora? … Talora la Dea volubile [2. verze: Sapete che a scale]).